# Gründen
Gründen (toponimo tedesco) è una frazione del comune svizzero di Ausserberg, nel Canton Vallese (distretto di Raron Occidentale).

## Storia

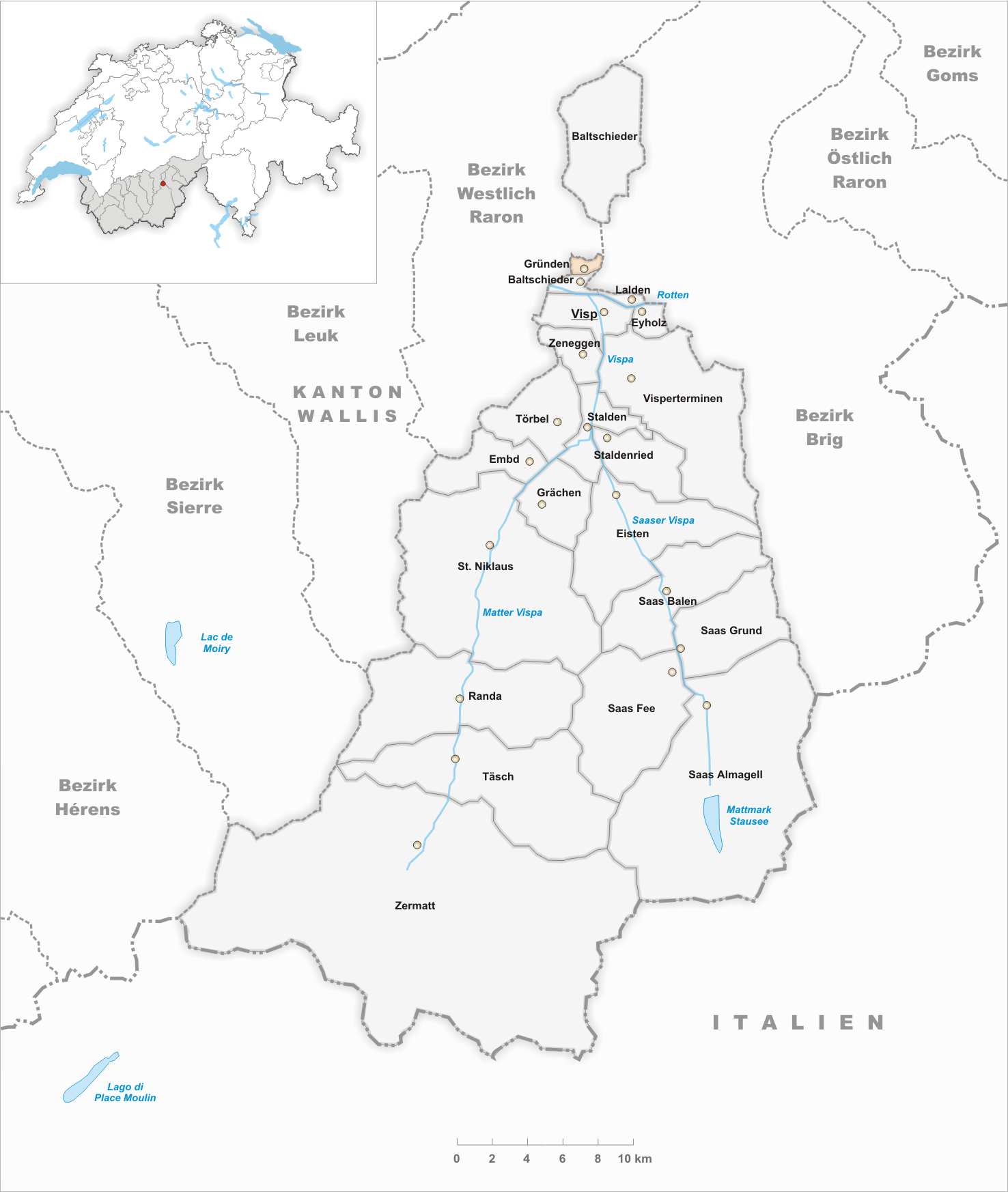
Il territorio del comune di Gründen prima degli accorpamenti comunali del 1922

Già comune autonomo che apparteneva al distretto di Visp e che comprendeva anche le frazioni di Bord, Egga, Wasserleita e Zer Mili, nel 1922 è stato accorpato al comune di Ausserberg.

## Monumenti e luoghi d'interesse
- Cappella di Sant'Antonio da Padova, eretta nel XVII secolo[1].

## Società

### Evoluzione demografica
L'evoluzione demografica è riportata nella seguente tabella:
Abitanti censiti